# Tegelmaskros
Tegelmaskros (Taraxacum fulvum) är en tvåhjärtbladig växtart som beskrevs av Christen Christiansen Raunkiaer. I den svenska databasen Dyntaxa är detta taxon uppdelat i flera:
- Taraxacum fulvum[2]
- Taraxacum isthmicola[3]

Tegelmaskros ingår i släktet maskrosor, och familjen korgblommiga växter. Arten är reproducerande i Sverige. Inga underarter finns listade i Catalogue of Life.